# Leiurus fezzanensis
Espèce
Leiurus fezzanensis est une espèce de scorpions de la famille des Buthidae.

## Répartition
Cette espèce est endémique du Fezzan en Libye.

## Systématique et taxinomie
Cette espèce a été décrite par Yağmur, Aboshaala et Kovařík en 2025.

## Étymologie
Son nom d'espèce, composé de fezzan et du suffixe latin -ensis, « qui vit dans, qui habite », lui a été donné en référence au lieu de sa découverte, le Fezzan.

## Publication originale
- Yağmur, Aboshaala & Kovařík, 2025 : « Leiurus fezzanensis sp. n. from Fezzan Province, Libya (Scorpiones: Buthidae). » Journal of Natural History, vol. 59, no 29/32, p. 2035–2049.